# Орлов, Григорий Кириллович
Григо́рий Кири́ллович Орло́в (8 февраля 1919 — 8 января 2020) — советский передовик лесной и деревообрабатывающей промышленности, участник Великой Отечественной войны, Герой Социалистического Труда (1971), младший сержант запаса.

## Биография
Родился 8 февраля 1919 года в деревне Бор в многодетной крестьянской семье. Получил начальное образование в сельской школе. В раннем возрасте стал работать в домашнем хозяйстве, а затем и в колхозе.

### Служба в РККА
25 сентября 1939 года был призван Дрегельским РВК в Рабоче-крестьянскую Красную армию. Службу проходил в 4-м мотострелковом Краснознамённом полку внутренних войск НКВД СССР имени Ф. Э. Дзержинского в Киеве. Окончил полковую школу механиков-водителей, стал водить бронетранспортер, освоил специальности водителя и танкиста.
Участник Великой Отечественной войны с 22 июня 1941 года по 9 мая 1945 года.
22 июня 1941 года встретил в Житомире, где служил в 40-й танковой дивизии 19-го мехкорпуса 5-й армии Киевского особого военного округа.
Пройдя 300 км, 24 июня дивизия вступила в бой западнее города Ровно, а 26 июня, участвуя в контрударе механизированных корпусов Юго-Западного фронта, она вела встречный бой с немецкой 13-й танковой дивизией, в котором понесла большие потери. Из-за прорыва 13-й танковой дивизии противника на стыке 40-й и 43-й танковых дивизий и возникшей угрозы окружения соединение было вынуждено отойти к Ровно, где 27 июня отбивало атаки 13-й танковой и 299-й пехотной дивизий противника. 28 июня из-за охвата дивизий 19-го механизированного корпуса 11-й танковой дивизией противника 40-я танковая дивизия оставила Ровно и до 3 июля держала оборону на реке Горынь. 4 июля дивизия начала отход к линии укрепрайонов.
В 93-ю отдельную танковую бригаду 4-й танковой армии Григорий Кириллович попал в Сталинграде, когда его соединение было расформировано. Бригаду бросили под Москву. Далее Орловско-Курская дуга, Польша, Чехословакия, Германия. Воевал на Юго-Западном, Степном, Воронежском, Центральном, 1-м Украинском фронтах. За войну два раза был ранен и один раз контужен.
В наградных листах на воина говорится, что шофёр машины радиостанции РСБ взвода связи роты управления 93-й (впоследствии 68-й гвардейской) отдельной Житомирской Краснознамённой орденов Суворова 2-й степени, Кутузова 2-й степени, Богдана Хмельницкого 1-й степени танковой бригады водил свою машину в боевых порядках танков без аварий и поломок более 10 тысяч км, чем обеспечивал надёжную связь бригады с подразделениями и штабом армии. При отражении контратаки в районе г. Барут он лично уничтожил 7 фашистов.
С 1943 года — шофер взвода связи роты управления 93-й отдельной танковой бригады (17 марта 1945 года преобразована в 68-ю гвардейскую танковую бригаду). Управлял автомобилем со смонтированной на ней радиостанцией РСБ, под огнём врага обеспечивая бесперебойную связь командования бригады со штабом армии.

### Послевоенные годы
В сентябре 1946 года был демобилизован. С января 1947 года в течение 30 лет работал шофёром на вывозке леса Дрегельского леспромхоза объединения «Новгородлес». Некоторое время руководил бригадой механиков-ремонтников, затем стал водителем лесовоза. Внедрил 4 рацпредложения по улучшению эксплуатации лесовозов. В коллективе его всегда уважали за рассудительность и справедливость. Неоднократно избирали в руководящие партийные и профсоюзные органы леспромхоза. Добился наивысшей производительности труда, неоднократно становился победителем социалистического соревнования не только среди работников объединения «Новгородлес», но и среди работников Министерства лесной и деревообрабатывающей промышленности СССР.

## На пенсии
Жил в посёлке Неболчи Любытинского района, председатель совета ветеранов посёлка, по инициативе совета и при участии лично Г. К. Орлова был реконструирован и вновь открыт памятник погибшим в годы Великой Отечественной войны землякам.
К 2014 году переехал к сыну в Великий Новгород.
Скончался 8 января 2020 года. Похоронен в поселке Неболчи Любытинского района.

## Награды
- 18 медалей, в том числе
  - «За отвагу» (20.4.1944)[5]
  - «За боевые заслуги» (27.2.1945)[2]
  - «За взятие Берлина»
  - «За освобождение Праги»
  - «За оборону Киева»[6]
- орден Красной Звезды (24.5.1945)[3]
- орден «Знак Почёта» (17.9.1966)
- звание Героя Социалистического Труда с вручением ордена Ленина и золотой медали «Серп и Молот» (7.5.1971) — за выдающиеся успехи в выполнении заданий пятилетнего плана по развитию лесной и деревообрабатывающей промышленности[7]
- орден Отечественной войны II степени (6.4.1985)[8]